# Otto Steinmayer

Otto Steinmayer

Otto Adolf Steinmayer (* 1. August 1876 in Göppingen; † 17. März 1960 in Stuttgart) war ein deutscher Gewerkschafter und Politiker (SPD).

## Leben und Beruf
Steinmayer wurde als Sohn eines Eisendrehers geboren. Nach dem Besuch der Volksschule in Göppingen absolvierte er eine Ausbildung zum Flaschner, die er 1893 mit der Gesellenprüfung abschloss. Anschließend arbeitete er als Flaschner und wurde von 1900 bis 1904 als Angestellter bei einer Krankenkasse beschäftigt. Er schloss sich dem Deutschen Metallarbeiter-Verband (DMV) an, war von 1904 bis 1906 im Hauptbüro des DMV tätig und fungierte anschließend bis 1909 als Geschäftsführer des DMV in Pforzheim. Seit 1910 arbeitete er im Sekretariat des Internationalen Metallarbeiterverbandes. Während der Zeit der Weimarer Republik wirkte er unter anderem als kommissarischer Leiter des DMV-Bezirks Schlesien.
Nach der Machtübernahme der Nationalsozialisten wurde Steinmayer mehrfach inhaftiert und 1944 ins KZ Dachau verbracht. Nach dem Zweiten Weltkrieg war er 1945 Direktor im Innenministerium des Landes Württemberg-Baden.

## Partei
Steinmayer trat 1895 in die SPD ein und wurde ein Jahr später zum Ortsvorsitzenden der Partei in Göppingen gewählt. Von 1920 bis 1933 war er Landesparteisekretär in Stuttgart und von 1920 bis 1924 Vorsitzender der SPD-Landesorganisation Württemberg.

## Abgeordneter
Steimayer gehörte 1919/20 der Weimarer Nationalversammlung an und war von 1920 bis 1933 Mitglied des Württembergischen Landtages. Von 1946 bis 1950 war er Landtagsabgeordneter im Landtag von Württemberg-Baden.

## Öffentliche Ämter
Steinmayer wurde am 24. September 1945 als Minister für Post in die von Ministerpräsident Reinhold Maier geführte Regierung des Landes Württemberg-Baden berufen. Im Januar 1946 wechselte er an die Spitze des Verkehrsressorts, das er bis zum 11. Januar 1951 leitete.